# Kazimierz Urbaniak
Kazimierz Urbaniak (* 21. Februar 1965) ist ein ehemaliger polnischer Biathlet.
Kazimierz Urbaniak bestritt den ersten Teil seiner Karriere in der zweiten Hälfte der 1980er Jahre im Winter-Biathlon. Er trat regelmäßig im Biathlon-Weltcup an und konnte mehrfach die Punkteränge erreichen. Bei den Biathlon-Weltmeisterschaften 1986 am Holmenkollen in Oslo wurde er 33. des Sprintrennens und mit Mieczysław Bodziana, Tadeusz Kubiniec und Władysław Chyc-Mulik 13 im Staffelwettbewerb. Ein Jahr später belegte er in Lake Placid bei den Weltmeisterschaften die Ränge 34 im Einzel und 50 im Sprint. Nach einer fast zehnjährigen Pause folgten weitere internationale Einsätze bei den Sommerbiathlon-Weltmeisterschaften 1998 in Osrblie, wo er an der Seite von Grzegorz Grzywa, Tomasz Sikora und Wojciech Kozub hinter den Vertretungen aus Russland und der Ukraine die Bronzemedaille im Staffelrennen gewann. 1987 gewann er beide polnische Meistertitel in Einzel und Sprint.

## Biathlon-Weltcup-Platzierungen
Die Tabelle zeigt alle Platzierungen (je nach Austragungsjahr einschließlich Olympische Spiele und Weltmeisterschaften).
- 1.–3. Platz: Anzahl der Podiumsplatzierungen
- Top 10: Anzahl der Platzierungen unter den ersten zehn (einschließlich Podium)
- Punkteränge: Anzahl der Platzierungen innerhalb der Punkteränge (einschließlich Podium und Top 10)
- Starts: Anzahl gelaufener Rennen in der jeweiligen Disziplin

| Platzierung                               | Einzel | Sprint | Verfolgung | Massenstart | Staffel | Gesamt |
| ----------------------------------------- | ------ | ------ | ---------- | ----------- | ------- | ------ |
| 1. Platz                                  |        |        |            |             |         |        |
| 2. Platz                                  |        |        |            |             |         |        |
| 3. Platz                                  |        |        |            |             |         |        |
| Top 10                                    |        |        |            |             |         |        |
| Punkteränge                               |        | 2      |            |             | 1       | 3      |
| Starts                                    | 7      | 7      |            |             | 1       | 15     |
| Stand: Karriereende, Daten nicht komplett |        |        |            |             |         |        |